# لئونید روگوزوف
لئونید ایوانویچ روگوزوف (روسی: Леонид Иванович Рогозов) (زادهٔ ۱۴ مارس ۱۹۳۴ در استان چیتا، اتحاد شوروی - درگذشته ۲۱ سپتامبر ۲۰۰۰ در سن پترزبورگ)، پزشک روسی بود که در ایستگاهی مربوط به شوروی در قطب جنوب شرکت کرده‌بود. او تنها پزشک موجود در آن منطقه بود و به بیماری پریتونیت دچار شد و ناچار به انجام یک آپاندکتومی شده‌بود که خودش آن را روی خود عملی کرد و به عنوان مشهورترین مورد جراحی روی خود شناخته می‌شود.

## ورود به ایستگاه نووولازاروسکایا و علائم بیماری
اواسط فوریه ۱۹۶۱ ایستگاه نووولازاروسکایا آماده بهره‌برداری شد. روگوزوف به همراه تیمی دیگر به آنجا اعزام شدند تا ماه‌های زمستان را همان‌جا پشت سر گذارند و بعد برمی‌گشتند. اما اواخر آوریل وضع روگوزوف بد شد و تشخیص داد که مبتلا به پریتونیت شده‌است.. جانش در خطر بود و امیدی به رسیدن کمک نبود. سفر از شوروی تا قطب جنوب ۳۶ روز از راه دریا طول می‌کشید. همچنین تا سال آینده کشتی نمی‌آمد. پرواز هم در آن باد و بوران ممکن نبود. پسر وی در این باره می‌گوید «مسئله مرگ و زندگی بود. یا باید منتظر کمکی می‌نشست که هرگز نمی‌رسید، یا خودش سعی می‌کرد خودش را عمل کند.» وی باید سریعاً تصمیمی می‌گرفت چون به جز او جراح دیگری همراهشان نبود. یا باید خودش وارد عمل می‌شد یا منتظر کمکی که هرگز نمی‌رسید می‌ماند. نمی‌دانست اصلاً آدم می‌تواند چنین کاری بکند یا نه. باید به خاطر داشت که زمان این داستان دوران جنگ سرد است، زمانی که هر دو بلوک شرق و غرب در همه چیز – از تسلیحات هسته‌ای گرفته تا رسیدن به قطب جنوب و فتح فضا – رقابت داشتند. بار این رقابت بر روی دوش ملت‌ها، و نهایتاً تک تک مردم بود. فرمانده پایگاه باید اجازه جراحی را از مسکو می‌گرفت. درنهایت وی تصمیمش را گرفت: به‌جای این‌که در انتظار مرگ بنشیند، خودش آپاندیس خودش را عمل می‌کند.

## جزئیات عمل جراحی
روگوزوف مراحل عمل را به‌طور دقیق روی کاغذ یادداشت کرد و کارهایی را که همراهانش، به‌عنوان دستیار، باید صورت می‌دادند، مشخص نمود. یکی باید ابزاری را که لازم داشت دستش می‌داد، یکی نور را تنظیم می‌کرد، و آینه را نگه می‌داشت. حتی فرمانده ایستگاه هم توی اتاق حضور داشت تا اگر کسی از حال رفت، جایش را بگیرد. پسرش ولادیسلاو می‌گوید: "حساب همه چیز را کرده بود. حتی به دستیارها یاد داده بود که اگر داشت از هوش می‌رفت چطور آدرنالین به او تزریق کنند و تنفس مصنوعی بدهند. فکر نمی‌کنم بهتر از این می‌شد برنامه‌ریزی کرد. وی بعدها در خاطراتش نوشت: "بیچاره دستیارهام! لحظه آخر قبل از عمل نگاهشان کردم. رنگ‌شان از روپوش‌های سفیدی که تن‌شان کرده بودند سفیدتر بود. خودم هم ترسیده بودم. اما همین که سرنگ را برداشتم و نووکایین را به خودم زدم، انگار پای میز جراحی ایستاده‌ام. مشغول کار شدم و نفهمیدم چطور گذشت."
او با بی حسی موضعی عمل را شروع کرد، در حین عمل، هواشناس ایستگاه، رتراکتور را برایش نگه داشت، راننده ایستگاه آینه را برای او نگه داشته بود و دانشمندی هم وسایل عمل را به او می‌داد. روگوزوف در حالت خم‌شده به جلو، عمل را انجام داد و حتی یک بار طی عمل از حال رفت،
اول می‌خواست با آینه داخل شکمش را ببیند، اما کمی که گذشت دید برعکس بودن تصویر بیشتر مایه دردسر شد. از خیر آینه گذشت و با لمس به کارش ادامه داد – آن هم بدون دستکش.
به آخرین و سخت‌ترین مرحله جراحی که رسید، سطح هشیاری‌اش کم شد. وی در این باره می‌نویسد:
"خونریزی شدید بود. سعی کردم هول نشوم. صفاق، جدار داخلی شکم، را باز کردم. روده کور زخمی شد، ناچار شدم بخیه بزنم. ضعیف و ضعیف‌تر می‌شدم. سرم گیج می‌رفت. هر چهار پنج دقیقه بیست ثانیه استراحت می‌کردم. اما بالاخره شد! رسیدم به آپاندیس لعنتی. دیدم تهش سیاه شده. اگر یک روز دیگر می‌ماند، احتمالاً می‌ترکید. نبضم به وضوح کند شد. دست‌هایم حس نداشت، انگار پلاستیکی باشد. به خودم گفتم کارت تمام است. همه کار را کرده بودم، فقط مانده بود آپاندیس را در بیارم."
سرانجام مرحله آخر را هم با توفیق به اتمام رساند و توانست عمل را در کمتر از دو ساعت انجام دهد. دو هفته بعد سر پا بود و به زندگی عادی برگشت.
وی همچنین راجع به دوران تحصیلش چنین می‌گوید"من اوایل دهه ۱۹۶۰ دانش‌جوی پزشکی بودم. یادم است می‌گفتند اگر جایی بدون امکانات مثل قطب گیر کردید و مشکل آپاندیس پیش آمد چه‌کار کنید. می‌گفتند راست بنشینید و زانوی‌تان را بغل کنید. در این حالت اگر آپاندیس بترکد، احتمال این‌که چرک سمت ته لگن برود و دمل شود – و صفاق، جدار داخلی شکم، را عفونی نکند – بیشتر است. التهاب جدار داخلی شکم کشنده است؛ ولی در درس‌ها کسی نمی‌گفت خودتان تیغ بردارید و جراحی کنید."

## پس از عمل
ماجرای سفر وی به قطب جنوب به همین‌جا ختم نشد. کمی بعد هوا بدتر و ضخامت یخ بیشتر شد. کشتی قرار بود آوریل ۱۹۶۲ دنبالشان بیاید امّا دیگر نمی‌توانست نزدیک شود. احتمال می‌رفت که باید یک سال دیگر هم در قطب بمانند.
در دفترچهٔ خاطراتش نوشت: «هرچه بیشتر می‌مانیم دل‌تنگی‌ام برای خانه و نفرتم از این قطب نفرین‌شده بیشتر می‌شود. نمی‌دانم چرا قبول کردم این سفر را بیایم. همهٔ جذابیت قطب جنوب مال همان یک ماه اوّل بود. حالا در ازای آن یک ماه دارم دو سال از زندگی‌ام را از دست می‌دهم. کلینکم که بیش از هرچیزی در این دنیا دوستش دارم، آن‌قدر دور به‌نظر می‌رسد که انگار مریخ است."
امّا در نهایت چنین نشد. با کمی تأخیر کمک از هوا رسید و گروه را از قطب برد. آن‌طور که ولادیسلاو می‌گوید: «ناچار شدند با هواپیماهای تک‌ملخه پرواز کنند. چیزی نمانده بود یکی از هواپیماها در دریا سقوط کند.

## سال‌های پایانی عمر
در سال ۱۹۶۲ روگوزوف به لنینگراد برگشت و به کار روی پایان‌نامه‌اش پرداخت. پایان‌نامه او دربارهٔ سرطان مری بود. در سال ۱۹۶۶ موفق شد که پایان‌نامه‌اش را به اتمام برساند. پس از آن در بیمارستان‌های مختلفی در بلگراد مشغول درمان بیماران شد. از ۱۹۸۶ تا ۲۰۰۰ به عنوان رئیس جراحی مرکز تحقیقات سنت پترزبورگ فعالیت کرد. در نهایت روگوزوف در سن ۶۶ سالگی به علت ابتلا به سرطان ریه درگذشت.